# Пак, Дезире
Мари Жозеф Леон Дезире Пак (фр. Marie Joseph Léon Désiré Pâque; 21 мая 1867, Льеж — 20 ноября 1939, Бессанкур) — бельгийский композитор, органист и музыкальный педагог.
Оставшись круглым сиротой в 15 лет, в 1883 году поступил в Льежскую консерваторию, где учился, в частности, у Сильвена Дюпюи (композиция) и Этьенна Ледана (фортепиано). Окончил курс в 1889 году, исполнив при выпуске фортепианный концерт собственного сочинения. До 1897 года преподавал там же сольфеджио и фортепиано (у него некоторое время учился Жозеф Йонген); написанный им для консерватории сборник упражнений по сольфеджио (1862) носит атональный характер, также полностью атональна соната для скрипки и фортепиано (1898) — Пак считается самым ранним из предшественников Арнольда Шёнберга в разработке атонального письма. В то же время другая ранняя музыка отмечена влиянием Сезара Франка.
С мая 1897 года по январь 1898 года жил и работал в Софии, где первоначально планировал основать консерваторию, но эти планы не сбылись. Изучал болгарский музыкальный фольклор вместе с Иваном Шишмановым; на этом материале, среди прочего, основана его оркестровая увертюра Op. 19. Затем вернулся в Бельгию и провёл два года в Брюсселе. В 1901—1902 гг. профессор фортепиано и композиции в Афинской консерватории, руководил также консерваторским оркестром, во главе которого знакомил афинскую музыку с современной французской музыкой — произведениями Габриэля Форе, Венсана д’Энди, Эмманюэля Шабрие. В 1903—1904 гг. преподавал в Брюсселе, в этот период среди его учеников был Хавьер Ренхифо Гальярдо. Затем после кратковременного пребывания в Париже в 1906—1909 гг. жил и работал в Лиссабоне, возглавляя придворную капеллу и преподавая композицию и орган в консерватории — здесь у него начал учиться Луиш ди Фрейташ Бранку, продолживший эти занятия в Берлине, куда перебрался Пак. В Берлине в 1909 году Пак сблизился с Ферруччо Бузони, затем отправился в Росток, где была представлена драма Фридриха Шиллера «Орлеанская дева» с его музыкой. После нескольких лет странствий он осел в 1914 году в Париже, заняв место органиста в церкви Сен-Луи-д’Антен.
Паку принадлежит 144 произведения, по большей части неизданных. Среди них восемь симфоний, два фортепианных и один виолончельный концерты, Реквием и несколько месс, десять струнных и один фортепианный квартет, четыре скрипичные сонаты, другие камерные, фортепианные, хоровые пьесы.